# Jonas Rudberus
Jonas Rudberus, född 15 september 1636 på prästgården i Lyrestads socken, död 21 juni 1697 i Lidköping, var en svensk amatörorgelbyggare och prost.
Rudberus blev student vid Uppsala universitet den 6 februari 1650 och lärde sig troligen att bygga orglar under 1650-talet till 1660-talet. Han prästvigdes 1659 och blev Disp. pro exerc. 1660, senare även  teologie magistergrad 13 december 1664.
Kyrkoherde blev han först i Lyrestads församling år 1665 efter sin fader Jonas Rudberus. Ända fram till 1674 var han verksam där, då han blev kyrkoherde i Lidköping och prost över Läckö grevskap. Rudberus avled 27 juni 1697 och begravdes 30 januari 1698 i Lidköpings kyrkas kor, där ett epitafium hängdes upp.

## Familj
Ruberus gifte sig 8 juli 1660 med Maria Carlberg (1639–1722). Hon var dotter till borgmästaren Johan Börjesson Carlberg i Karlstad och Christina Spak. De fick tillsammans barnen:
- - Margareta Rudberus, född 1661. Gift med prästen Lars Rhodin i Lyrestad och Laurentius Rydbeck.
  - Kristina Rudberus, född 31 maj 1666 i Lyrestad.[3] Gift med borgmästaren Johan Bengtsson Bergius i Lidköping.
  - Magdalena Rudberus, född 19 oktober 1671 i Lyrestad.[4] Gift med hovrättsrådet Jakob Clerck.
  - Johan Cederbielke, född 1677, död 1752. Var en svensk landshövding i Västerås.

## Orglar
| År        | Ursprunglig kyrka | Stift    | Bild | Manualer | Pedal | Stämmor | Bevarad orgel/fasad | Övrigt                                                            |
| --------- | ----------------- | -------- | ---- | -------- | ----- | ------- | ------------------- | ----------------------------------------------------------------- |
| 1667      | Mariestads kyrka  | Skara    |      |          |       | 24      |                     | Tillsammans med Frans Bohl. Orgeln förstördes i en eldsvåda 1693. |
| 1669–1674 | Karlstads kyrka   | Karlstad |      |          |       | 24      |                     |                                                                   |
| 1671      | Varnhems kyrka    | Skara    |      |          |       | 38      |                     | Gjorde konstruktionen och arbetsledare.                           |
| 1673      | Vänersborgs kyrka | Skara    |      |          |       |         |                     | Utökades senare med ett pedalverk av Cahman.                      |
| 1674–1682 | Lyrestads kyrka   | Skara    |      |          |       |         |                     | Rudberus ledde arbetet.                                           |
| 1680–1687 | Lidköpings kyrka  | Skara    |      |          |       | 43      |                     | Färdigställd av Magnus Åhrman.                                    |